# Бех (Сюникская область)
Бех — село в Сюникской области Армении, ранее — село в Капанском районе Армянской ССР, в 4 км к северо-западу от города Капан, на правом берегу реки Вохчи, на склоне горы Хуступ, в высоком, лесистом, живописном месте.
Рядом с селом протекает река Бех, правый приток Вохчи.
Входило под тем же названием в состав Зангезурского уезда Елизаветпольской губернии Российской империи.

## Этимология
Название произошло от обилия граба в окрестных лесах.

## История
Поселение впервые упоминается в 871 году в связи с его обменом с деревней Арукс в провинции Багк. Долгое время поселение было собственностью Татевского монастыря.
В более поздние времена Бех принадлежал Меликам Парсаданянам и был их резиденцией. Последние считались одной из ветвей одной и той же семьи Татева.
В нём есть дома со скошенными крышами. В лесах, окружающих деревню, растут плодовые деревья — груша, яблоня, слива, орех, граб, на просторах повсюду была ежевика.
В 1960-х годах он объединился с городом Капан.

## Население
Жители были армянами.
Изменение численности населения:
| Год           | 1897 | 1926 | 1939 | 1959 |
| Число жителей | 345  | 344  | 324  | 305  |

## Хозяйство
Основным занятием населения была работа на рудниках Капана. Они занимались земледелием, животноводством, садоводством и лесоводством.

## Историко-культурные сооружения
В селе стояла тускло освещённая церковь XVIII века. Рядом крепость Алидзор, руины Алидзора, шахта Алидзор, руины монастыря Парут.

## Образование
В селе была восьмилетняя школа, клуб, библиотека.